# Tomaž Zajc
Tomaž Zajc, slovenski politik, * 2. maj 1939, Ljubljana.
Med 10. novembrom 1997 in 19. junijem 2000 je bil državni sekretar Republike Slovenije na Ministrstvu za malo gospodarstvo in turizem Republike Slovenije.